# Middagur
Middagur è un rilievo alto 422 metri sul mare situato sull'isola di Svínoy, appartenente all'arcipelago delle Isole Fær Øer, in Danimarca.